# Piri Weepu
Piri Weepu (ur. 7 września 1983 w Lower Hutt w Nowej Zelandii) – nowozelandzki rugbysta, grający na pozycji łącznika młyna i łącznika ataku, reprezentant kraju. Zdobywca Pucharu Świata 2011, sześciokrotny zwycięzca Pucharu Trzech Narodów i mistrz świata U-21 z 2004.
Grał przede wszystkim na pozycji łącznika młyna, jednak od 2007 roku wykorzystywany był również jako łącznik ataku w drużynach regionalnych i Super Rugby, a także kilkukrotnie w reprezentacji kraju. Uważany za gracza o doskonałym przeglądzie gry, potrafiącego stworzyć i wykorzystać luki w obronie przeciwnika, a ponadto doskonale kopiącego, zarówno na słupy, jak i taktycznie. W opinii selekcjonerów kadry idealny rezerwowy, mogący swym wejściem rozstrzygnąć losy meczu, a dodatkowo posiadający zmysł analityczno-taktyczny. We wcześniejszym okresie kariery miewający problemy z dyscypliną i podejściem do gry, stał się dojrzałym, zespołowym graczem.
Podczas kariery reprezentacyjnej „etatowy” prowadzący przedmeczowy taniec wojenny haka, zarówno Ka mate, jak i Kapa o Pango.

## Młodość
Weepu urodził się w maoryskiej rodzinie, a jego dziadek pochodził z Niue. Wychowywał się w położonej w aglomeracji Wellington miejscowości Wainuiomata – ostoi rugby trzynastoosobowego – gdzie z miejscowym klubem była związana duża część jego rodziny. Młody Piri rozpoczął zatem treningi w drużynie U-7 prowadzonej przez jego matkę.
W latach 1997–2001 uczęszczał, w ślady ojca i brata, do maoryskiej szkoły z internatem, Te Aute College, w której następnie został przewodniczącym (Head Boy). Tam pierwszy raz zetknął się z rugby piętnastoosobowym i po zakończeniu szkoły, rozważając wzorem brata karierę w rugby league w Australii, pozostał w Wellington i został objęty szkoleniem akademii Hurricanes.

## Kariera klubowa
W 2003 roku zadebiutował w drużynie Wellington meczem z Otago w krajowych rozgrywkach National Provincial Championship, natomiast w następnym sezonie znalazł się również w składzie Hurricanes reprezentującego tę prowincję w Super 12. Spędziwszy inauguracyjną kolejkę na ławce rezerwowych, swój pierwszy występ zanotował w meczu drugiej kolejki przeciwko Bulls, zaliczając cztery punkty z podwyższeń.
W roku 2006 był w składzie, który doprowadził Hurricanes do jedynego w historii klubu finału Super 14. Mecz, ironicznie nazwany Goryle we mgle, rozegrany został w trudnych warunkach atmosferycznych, górą z niego wyszli gracze Crusaders, a sam Weepu doznał wstrząśnienia mózgu.
Podczas dziewięciu lat gry w Wellington jego drużyna sześciokrotnie gościła w finale NPC – w latach 2003-2009 opuszczając tylko finał z 2005 – nie wygrywając jednak żadnego z tych pojedynków. Dodatkowo pod wodzą Weepu, mianowanego kapitanem na sezon 2008, 20 września 2008 r. pierwszy raz od dwudziestu sześciu lat zdobyła Ranfurly Shield wygrywając mecz z Auckland, w kolejnym roku tracąc to trofeum na rzecz Canterbury, jednak Weepu nie zagrał w tym meczu, odnosząc kilka dni wcześniej kontuzję kostki, która zakończyła się sześciotygodniową kuracją. Z zespołem rugby siedmioosobowego Wellington brał także udział w New Zealand National Rugby Sevens Tournament.
W 2008 roku jego nazwisko wiązano z wyjazdem do klubów europejskich, a nawet z powrotem do rugby league, w związku z jego treningami z drużyną Newcastle Knights, ostatecznie jednak wybrał dwuletnią opcję pozostania w Nowej Zelandii. Podobnie w 2010 roku rozważał oferty z francuskich klubów, jednakże i tym razem przedłużył umowę z NZRU oraz klubami z Wellington. Pod koniec marca 2010 roku został szóstym zawodnikiem Hurricanes, który w barwach tego klubu zdobył 200 punktów w rozgrywkach Super Rugby. W październiku tego roku w meczu przeciwko Taranaki doznał poważnej kontuzji prawej kostki, która wyeliminowała go z gry na sześć miesięcy. Po rehabilitacji wracał do formy rozgrywając mecze dla lokalnego klubu Wainuiomata oraz zagrał w pięciu ostatnich meczach sezonu Super Rugby.
Pod koniec lipca 2011 roku, pomimo oferty pozostania w Hurricanes, zdecydował się podpisać kontrakt z drużyną Blues z Auckland, gdzie przymierzany był do występowania na pozycji łącznika ataku. Sezon rozpoczął z nadwagą i w słabej kondycji fizycznej, z problemami grał następnie na obu pozycjach łączników, trafiając również na ławkę rezerwowych lub w ogóle nie mieszcząc się w składzie. W lipcu tego roku przedłużył jednak kontrakt. W związku z przeniesieniem się do Auckland został przydzielony do lokalnego klubu Maungarua, w 2012 roku jednak w nim się nie pojawił, rozgrywał natomiast spotkania dla Wainui, gdy nie mieścił się w składzie Blues. Na poziomie NPC związał się wówczas z Auckland, debiut zaliczając w meczu przeciw Canterbury w sierpniu 2012 roku.
Rok 2013 rozpoczął w lepszej kondycji fizycznej i we własnej opinii był to jeden z jego najlepszych sezonów. Zaliczył w nim swój setny występ w Super Rugby, a po początkowej zwyżce jego forma zaczęła opadać, podobnie jak i drużyny. Z uwagi na brak powołania do kadry w drugiej części sezonu występował w barwach Auckland. W marcu 2014 roku doznał udaru mózgu spowodowanego przez wymagającą zabiegu chirurgicznego wadę serca. Pod koniec sezonu jako kapitan doprowadził zespół Blues do triumfu w międzynarodowym turnieju rugby dziesięcioosobowego.
Pożegnał się następnie z nowozelandzkimi kibicami podpisując kontrakt z promowanym do English Premiership zespołem London Welsh. W znajdującym się na dnie ligowej tabeli klubie wykorzystywany był na obu pozycjach łączników, nie dotrwał w nim jednak do końca sezonu uruchomiwszy klauzulę odejścia i pod koniec lutego 2015 roku dołączył do Wasps. Jednocześnie ogłosił, iż w nowym sezonie przeniesie się do Francji do zespołu Oyonnax Rugby.

## Kariera reprezentacyjna
Weepu znajdował się w składzie drużyny U-21, która w 2004 zdobyła mistrzostwo świata w tej kategorii wiekowej.
W seniorskiej kadrze narodowej dzięki dobremu sezonowi w NPC zadebiutował podczas jesiennej serii meczów na północnej półkuli – w wygranym meczu z Walią na Millennium Stadium w Cardiff 20 listopada 2004 r. Kolejny sezon międzynarodowy był dla Weepu pracowity: otrzymał bowiem powołania na dwa mecze do składu New Zealand Māori oraz do Junior All Blacks na trzy mecze przeciwko Queensland Reds i Australii A. Dodatkowo w trakcie tournée British and Irish Lions po Nowej Zelandii, zagrał przeciw nim w dwóch meczach: raz wygrywając w składzie wspomnianych Māori, przegrywając natomiast w drugim wraz z Wellington. Te występy zagwarantowały mu miejsce w składzie na wszystkie mecze zwycięskiego Pucharu Trzech Narodów i na trzy spotkania podczas pierwszego od 1978 roku, a drugiego w historii All Blacks, Wielkiego Szlema po zwycięstwach nad czterema reprezentacjami z Wysp Brytyjskich.
Sezon 2006 przyniósł występy w jednym z trzech czerwcowych meczów kadry (z Argentyną), czterech z sześciu spotkań w zwycięskim Pucharze Trzech Narodów oraz udział w dwóch spośród czterech wygranych listopadowych meczów Nowozelandczyków w Europie. W kolejnym roku w letnim okienku międzynarodowym opuścił jedno spotkanie, podobnie jak w wygranym trzeci rok z rzędu Pucharze Trzech Narodów. W tym roku był również objęty programem przygotowawczym do Pucharu Świata, jednak przy konkurencji ze strony takich zawodników jak Brendon Leonard, Byron Kelleher, Andrew Ellis i Jimmy Cowan nie znalazł się w składzie na ten turniej. Dodatkowymi argumentami przedstawianymi przez selekcjonerów kadry była słabsza forma w ostatnich meczach, niezachowywanie diety oraz brak zdyscyplinowania – Weepu jako jeden z kilku graczy został ukarany finansowo za noc spędzoną w barze i zbyt późny powrót do hotelu podczas zgrupowania.
Po roku od ostatniego występu w kadrze, ominąwszy dwanaście meczów All Blacks, powrócił do gry w trakcie Pucharu Trzech Narodów 2008, a Nowozelandczycy utrzymali zarówno to trofeum, jak i Bledisloe Cup. Powrót do kadry umożliwiły mu zarówno kontuzje dwóch podstawowych łączników młyna, dobry sezon Super 14 zakończony na półfinale, gdzie zagrał we wszystkich meczach swojego zespołu, oraz zwycięska kampania w Pucharze Narodów Pacyfiku z New Zealand Māori, podczas której był podstawowym zawodnikiem tej drużyny. Rozpoczął tym samym serię piętnastu z rzędu występów w narodowych barwach, jednakże tylko w jednym meczu wybiegł na boisko w podstawowym składzie. Listopadowa wyprawa Nowozelandczyków do Europy zaowocowała natomiast zdobyciem drugiego w karierze Weepu Wielkiego Szlema. Podczas tego tournée na mecz z Munster Rugby po raz pierwszy w karierze został mianowany kapitanem All Blacks, a w grudniu został uhonorowany nagrodą dla najlepszego zawodnika pochodzenia maoryskiego. Przedłużył też kontrakt z NZRU, eliminując tym samym pogłoski o przejściu do rugby league.
W 2009 roku otrzymał szansę gry podczas trzech czerwcowych spotkań międzynarodowych z Francją i Włochami na fali dobrych występów w Super 14 ponownie zakończonych na półfinale. Został także wybrany do składu All Blacks na Puchar Trzech Narodów, jednakże zagrał jedynie w trzech meczach, gdyż odniesiona w czasie treningu kontuzja kostki wykluczyła go z dalszego udziału w tym turnieju. Po dwumiesięcznej przerwie rozpoczął treningi, mając nadzieję na udział w kończących rok meczach na północnej półkuli, jednak kontuzja okazała się poważniejsza, wymagając operacji, czym wyeliminowała go z gry do końca roku.
Po rozmowach z trenerami kadry, mając w perspektywie szansę występu na Pucharze Świata zawodnik podjął intensywny trening i współpracę z dietetykiem. Zaowocowało to powołaniem do reprezentacji po ośmiu meczach przerwy na czerwcowe spotkania przeciwko Irlandii i Walii, a następnie na Puchar Trzech Narodów 2010. Nowozelandczycy zdobyli to trofeum nie przegrywając żadnego z sześciu meczów, a Weepu zagrał we wszystkich meczach trzykrotnie wychodząc na boisko w podstawowym składzie. Na dzień przed ogłoszeniem składu na jesienne europejskie tournée, które ostatecznie zakończyło się kolejnym Wielkim Szlemem dla Nowozelandczyków, złamał nogę w kostce, co oznaczało wielomiesięczną przerwę w grze.
Na początku lipca 2011 roku powołany do kadry narodowej po zaledwie kilku grach na poziomie klubowym najpierw rozwiał wątpliwości co do swojej formy półgodzinnym występem przeciw Fidżi, a następnie wziął udział w Pucharze Trzech Narodów, pogodziwszy się z rolą rezerwowego – przed rozpoczęciem sezonu 2011 wystartował jedynie w 16 z 44 meczów, w których wystąpił.
Niepewny co do swoich szans, został ostatecznie powołany 23 sierpnia do składu na Puchar Świata w Rugby 2011. Zagrał we wszystkich meczach swojej drużyny, początkowo jako rezerwowy, a następnie wychodząc w pierwszym składzie. Po kontuzji Dana Cartera przejął na siebie obowiązki kopacza All Blacks i w ćwierćfinałowym spotkaniu z reprezentacją Argentyny zdobył 21 punktów trafiając celnie wszystkie siedem karnych, co było rekordowym wynikiem tej imprezy, a dodatkowo otrzymując wyróżnienie dla najlepszego zawodnika meczu. Po meczu tym media i kibice okrzyknęli Weepu „zbawcą” reprezentacji. W finale zawodnik zaliczył najsłabszy mecz na tej imprezie i został zmieniony w 50 minucie, lecz All Blacks wytrzymali napór Francuzów i zwyciężyli 9-8 zdobywając po raz drugi w historii Puchar Webba Ellisa. Po spotkaniu okazało się, iż Weepu na przedmeczowym treningu nadwerężył sobie mięsień w pachwinie. Po jedynym sezonie, w którym zagrał we wszystkich meczach All Blacks otrzymał nominację do tytułu najlepszego zawodnika roku 2011 na świecie, a także drugi raz w karierze odebrał nagrodę dla najlepszego maoryskiego rugbysty.
Pomimo słabej formy ligowej w 2012 roku z uwagi na doświadczenie otrzymał powołanie do kadry na trzy czerwcowe testmecze z Irlandią. Pełnił wówczas rolę zastępcy Aarona Smitha, a jedyny występ w podstawowej piętnastce zaliczył przeciw Springboks w zakończonej triumfem inauguracyjnej edycji The Rugby Championship. Przed kończącymi sezon reprezentacyjny meczami w Europie otrzymał od szkoleniowców ultimatum dotyczące kondycji fizycznej i wkładu pracy.
W 2013 roku otrzymał powołanie na trzymeczową serię z Francją i wystąpił w dwóch z nich. Z powodu braku kondycji i szybkości oraz stylu gry nie pasującego do nowych założeń nie znalazł się następnie w składzie na The Rugby Championship 2013, a choć z powodu kontuzji TJ Perenary poleciał z kadrą do RPA i Argentyny, nie pojawił się jednak na boisku. W listopadzie tego roku udał się z zespołem New Zealand Māori na tournée po Ameryce Północnej, z obu spotkań wyeliminowała go jednak kontuzja kolana.

## Życie prywatne
- Pochodzi ze sportowej rodziny, ojciec grał w rugby league, matka natomiast w softball, netball i wraz z siostrami także w rugby league[142].
- Żonaty z Candice, córki Keira i Taylor[143][144].
- Jego brat, Billy Weepu, był graczem rugby trzynastoosobowego, m.in. w australijskim zespole Manly Sea Eagles[145].
- Reprezentował Nową Zelandię w netballu w grupie wiekowej U-21.
- W 2012 roku ukazała się jego autobiografia, Piri, straight up: cups, downs and keeping calm, napisana we współpracy z Heather Kidd (ISBN 978-1-86971-275-4)[146]. Trzy lata później przez nowozelandzki oddział Penguin Books wydana została książka dla dzieci Piri's Big All Black Dream (ISBN 978-0-14-350701-7) zachęcająca na przykładzie Piriego do dążenia do realizacji swoich marzeń[147].

## Osiągnięcia
- Puchar świata w rugby – zwycięstwo: 2011
- Puchar Trzech Narodów/The Rugby Championship – zwycięstwo: 2005, 2006, 2007, 2008, 2010, 2012
- Mistrzostwa świata U-21 – zwycięstwo: 2004
- Super Rugby – finał: 2006
- NPC – finał: 2003, 2004, 2006, 2007, 2008, 2009
- Wielki Szlem – 2005, 2008
- Najlepszy gracz maoryskiego pochodzenia – 2008, 2011